# Palangeh
Palangeh (persiska: پلنگه, پَلَنگَخ, پَلَنگَه) är en ort i Iran.   Den ligger i provinsen Qazvin, i den nordvästra delen av landet, 210 km väster om huvudstaden Teheran. Palangeh ligger 1 422 meter över havet och antalet invånare är 137.
Terrängen runt Palangeh är kuperad söderut, men norrut är den bergig.Runt Palangeh är det ganska glesbefolkat, med 29 invånare per kvadratkilometer. Närmaste större samhälle är Nīārak, 11,3 km öster om Palangeh. Trakten runt Palangeh består i huvudsak av gräsmarker.